# La Serra (Espinelves)
La Serra és una masia d'Espinelves (Osona) inclosa a l'Inventari del Patrimoni Arquitectònic de Catalunya.

## Descripció
Edifici civil. Masia de planta rectangular (15 x 10 m), coberta a dues vessants i amb el carener paral·lel a la façana, situada al nord. Consta de planta baixa i un pis. La façana que dona directament al primer pis (per estar assentada al desnivell) presenta un portal amb llinda de fusta i una finestra fetes amb totxo. A pocs metres hi ha un coll de pou circular. La façana oest presenta dos portals rectangulars a la planta i una finestra al primer pis.. a la part sud hi ha tres finestres als baixos i quatre a la superior. En aquest sector se situen diversos coberts, alguns enrunats, destinats a dependències agrícoles. La façana est, que correspon a una annexió de diferent època que la resta, és d'estructura asimètrica, amb un portal, dues finestretes i uns porxos.
Es troba en estat d'abandonament.

## Història
Antic mas. Les primeres notícies es troben dins la documentació de Sant Llorenç del Munt, ja que els priors del monestir posseïen diversos masos a la parròquia d'Espinelves. Així es té notícia que el 19 d'abril de 1352 Pere Permanyer va comprar a Berenguer Sala de la Sala de Vilalleons els masos Clasqueró, el mas de la Serra i el mas de ça Balma, passant així la parròquia d'Espinelves a mans del prior.
Al segle següent, amb els estralls de la pesta negra, la parròquia quedà reduïda a onze masos. No se sap si La Serra quedà deshabitada però en els fogatges de 1553 consta Mn Phelip Serra, vicari, el que demostra que al segle xvi estava habitada.